# Опёнок
Опёнок (множ. число опёнки и опя́та) — народное или несистематическое название группы грибов, относящихся к разным родам и семействам. Название происходит от характерного местообитания этих грибов: большинство их растёт на живой и отмершей древесине, на пнях, ср. пол. opieńka, словац. podpňovka. Опёнок луговой обитает совсем в других условиях, но плодовые тела его внешне схожи с опятами.

## Виды
- Род Опёнок (Armillaria):
  - Опёнок осенний (Armillaria mellea)
  - Опёнок толстоногий (Armillaria gallica)
  - Опёнок ссыхающийся (Armillaria tabescens)
  - Опёнок тёмный (Armillaria ostoyae)
  - Опёнок северный (Armillaria borealis)
  - Опёнок луковицеобразный (Armillaria bulbosa)
- Опёнок летний (Kuehneromyces mutabilis)
- Опёнок зимний (Flammulina velutipes)
- Опёнок весенний (коллибия лесолюбивая, Collybia dryophila)
- Опёнок жёлто-красный, или опёнок сосновый, либо рядовка жёлто-красная (Tricholomopsis rutilans)
- Опёнок слизистый, или удемансиелла слизистая (Oudemansiella mucida)
- Опёнок версистый (Pholiota)
- Опёнок ореховый (Tricholoma)
- Опёнок королевский (Pholiota)

Некоторые виды рода негниючник (Marasmius):
- Опёнок луговой (Marasmius oreades)
- Опёнок чесночный, или чесночник:

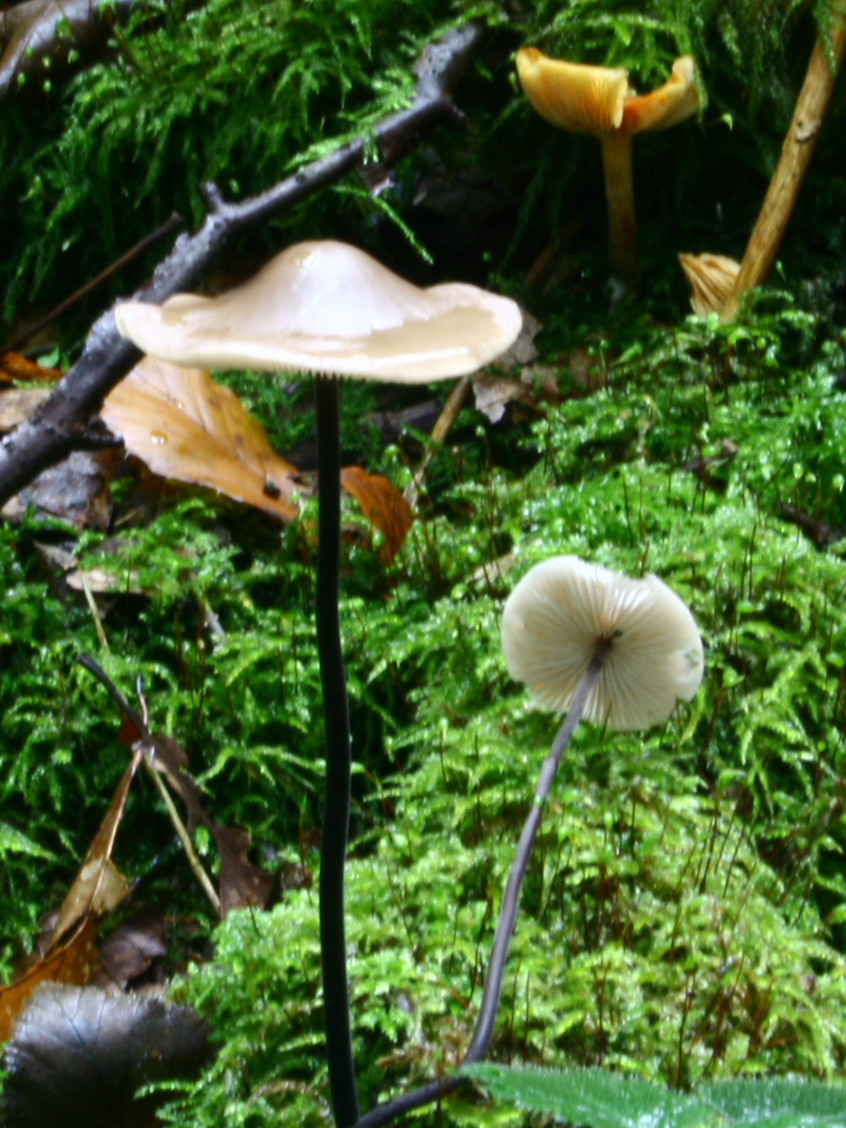
Опёнок чесночный (чесночник большой)

  - Чесночник обыкновенный (Marasmius scorodonius)
  - Чесночник большой (Marasmius alliaceus)
  - Чесночник дубовый (Marasmius prasiosmus)

Иногда под названием «опята» может продаваться Чешуйчатка съедобная (Pholiota nameko).